# SIG Sauer P320
SIG Sauer P320 — самозарядний пістолет, який був розроблений в 2014 році Sauer & Sohn і SIG Sauer (USA) — філіями швейцарсько-німецької компанії SIG Sauer. Пістолет, починаючи від 2014 року, випускають на європейських та північноамериканських заводах SIG Sauer.
SIG Sauer P320 є доволі дорогою зброєю (ціна коливається в залежності від ринку, але в середньому складає $719), але в той самий час одним з найновітніших та найдосконаліших пістолетів, який повторив переваги серії самозарядних пістолетів SIG Sauer, але позбувся основних їхніх недоліків.

## Історія

### Службовий пістолет американської армії
Роботи над вибором нового пістолета для Армії США розпочались на початоку 2013 року. Були представлені пропозиції від чотирьох виробників: SIG Sauer, Glock, FN America та Beretta USA. Сухопутні війська прагнули отримати пістолет, який буде ефективнішим за наявний M9, матиме модульну конструкцію, та пасуватиме стрільцям з різним розміром долоні. Конкурс XM17 MHS (англ. Modular Handgun System; буквально — модульна пістолетна система) на вибір нового пістолета замість Beretta M9 був оголошений в серпні 2015. Beretta M9 з калібром набою 9×19 мм Парабелум замінила Colt M1911 під набій .45 ACP в 1985 році.
Компанія SIG Sauer представила на конкурс пістолети під набій .40 S&W та 9×19 мм. Іншим фіналістом конкурсу стали пістолети фірми Glock, яка представила дві моделі: Glock 17 та Glock 19.
Beretta також намагалась утримати контракт на постачання пістолетів для армії та представила модернізовану модель M9A3 як можливу альтернативу програмі «модульної пістолетної системи». Коли цей варіант був відкинутий, компанія представила вже на конкурс пістолет Beretta APX.
В січні 2017 року пістолет SIG Sauer P320 став переможцем конкурсу та в наступні 10 років замінить Beretta M9, який перебував в арсеналі американської армії протягом останніх 30 років. І хоча калібр переможця офіційно не названий, найімовірніше перемогу отримала модель під набій 9×19 мм. Контракт вартістю $580 млн розрахований на 10 років. Офіційно кількість придбаних пістолетів не оголошена, проте за оцінками може становити 280 000 штук разом з різними комплектуючими та аксесуарами. Також армія планує придбати близько 7000 пістолетів у компактному варіанті. Перші партії мають надійти в 2018 році. Інші військові організації можуть придбати іще додатково 212 000 пістолетів.
Виробництво замовлених пістолетів відбуватиметься на фабриці компанії в штаті Нью-Гемпшир.
В травні 2017 року стало відомо, що перша партія з 2000 пістолетів мають надійти в листопаді того ж року до 101-ї повітряно-десантної дивізії у Форт Кемпбелл, Кентукі.

## Конструкція
Як і більшість пістолетів компанії SIG Sauer, P320 працює за рахунок енергії відбою при короткому ході ствола. Ключовою особливістю пістолета є його модульна конструкція. Основний модуль P320 — внутрішній нержавіючий блок управління вогнем, який складається з інтегрованої системи управління вогнем (спускового гачка, ударника, різноманітних пружин), ежектора і 4 напрямних рейок. SIG Sauer P320 не має ручних запобіжників, замість цього він має автоматичний захист від випадкового натискання при падінні чи носінні зброї.

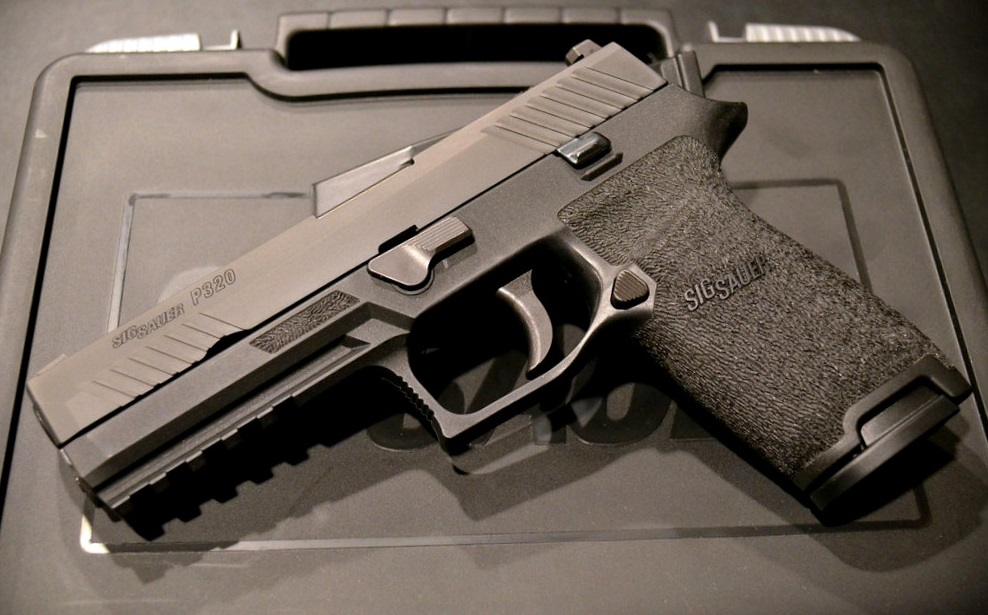
SIG Sauer P320 під калібр 9×19 мм Парабелум

Пістолет SIG Sauer P320 пропонується з трьома різними варіантами склопластиково-полімерних рукояток (з маленьким, середнім і великим розміром цівки) у повнорозмірних і компактних моделях, а також два різновиди (маленький і середній розмір цівки) — у субкомпактних моделях. Розміри затвора залежать від розмірів цівки в кожній моделі. Існує три модулі з різними калібрами: 9×19 мм Парабелум; .357 SIG і .40 S&W, які можна змінювати за бажаннями оператора: виробник пропонує комплекти заміни калібру (X-Change), що складаються з кожуха-затвора, вузла замикання, ствола, магазина, рукоятки (з різними розмірами цівки). Ці комплекти дозволяють оператору змінювати калібр зброї без використання інструментів.
Варіанти пістолета Full Size, Carry і Compact мають стандартну рейку Пікатіні (на нижній передній частині цівки) — кронштейн, що дозволяє установку лазерних прицілів, тактичних ліхтарів і інших аксесуарів.

## Оператори
- Таїланд — Королівська поліція Таїланду зробила замовлення на 150 000 екземплярів SIG Sauer P320[6];
- США
  - використовується поліцією деяких штатів[7][8][9].
  - З 2018 має почати надходити на озброєння сухопутних військ США[2].